# Irish Citizen Army
L'Irish Citizen Army (nome in gaelico irlandese: Arm Cathartha na hÉireann), o ICA, è stato un piccolo gruppo di sindacalisti con sede in Dublino. Il loro obiettivo era difendere i lavoratori in sciopero dagli sgomberi della polizia. Fu formato da James Larkin e Jack White. Altri membri importanti furono James Connolly, Sean O'Casey, Constance Markiewicz, Francis Sheehy-Skeffington. Nel 1916 prese parte all'Insurrezione di Pasqua.

## Uniformi e stemmi
L'uniforme dell'ICA era verde scuro con un cappello stravaccato e con un distintivo rappresentante la Mano Rossa dell'Ulster. Poiché molti membri non potevano permettersi un'uniforme, indossavano un bracciale blu, mentre gli ufficiali ne avevano uno rosso.

Il loro stemma era L'aratro e le stelle, ossia l'Orsa Maggiore rappresentante un aratro su sfondo blu. Riguardo al suo significato Connolly affermava che un'Irlanda libera avrebbe potuto controllare il proprio destino da un semplice aratro fino alle stelle. Il simbolismo della bandiera era evidente tramite la lama dell'aratro, vista come una spada primordiale. Prendendo spunto dalla Bibbia e seguendo l'aspetto internazionalista del socialismo, rifletteva il credo che la guerra sarebbe stata fomentata maggiormente dalla crescita dell'Internazionale Socialista. Quella guerra fu idealizzata dall'ICA durante l'Insurrezione del 1916. Il simbolo cambiò durante gli anni Trenta in favore di uno stemma blu, che fu disegnato dai membri del Congresso Repubblicano e fu adottato come emblema del movimento laburista irlandese, compreso l'Irish Labour Party, per non farlo allontanare. Esso fu anche rivendicato dai Repubblicani irlandesi e fu tenuto insieme al Tricolore Irlandese e le bandiere delle quattro provincie ai raduni dell'IRA e dell'Irish National Liberation Army (INLA).

Lo stemma, e le varie altre versioni, è anche usato dal Connolly Youth Movement, dal Labour Youth, dall'Ógra Shinn Féin (Gioventù Repubblicana) e dal Republican Socialist Youth Movement.